# 太古城
太古城（たいこじょう、広東語読み：タイクーセン、Taikoo Shing）は、香港・香港島北東部の住宅及び商業地区である。行政区は、香港18区で2番目に人口の多い東区に属する。
太古城付近は、英皇道（キングスロード）という、香港トラムが走る通りに面しており、通りの北側を指す。反対に、この通りから南側は康山（コーンヒル）といわれる。ただし、太古城も康山も、住宅地の通称に過ぎず、正式（行政上の町名として）には、鰂魚涌に属する。ただし、多くの市民にとっては、鰂魚涌地区とはまた一線を画したものとして認識され、太古地区として位置づけられている。
交通は非常に便利で、2階建て路面電車トラムが走っており、地下鉄港島線（アイランドライン）が走り、都心へ直結している。最寄り駅はMTR太古駅である。また、隣の筲箕湾（広東語読み: サウゲイワン、英語名もほぼ同じ）を出発点として、紅磡や土瓜湾へ向かう赤いミニバスが走っており、九龍へも直結している。
車でも、銅鑼湾（コーズウェイベイ）から「東区走廊」という高速道路が走り、また九龍方面からも、「東区海底トンネル」で観塘方面と直結している。

## 太古城 外観

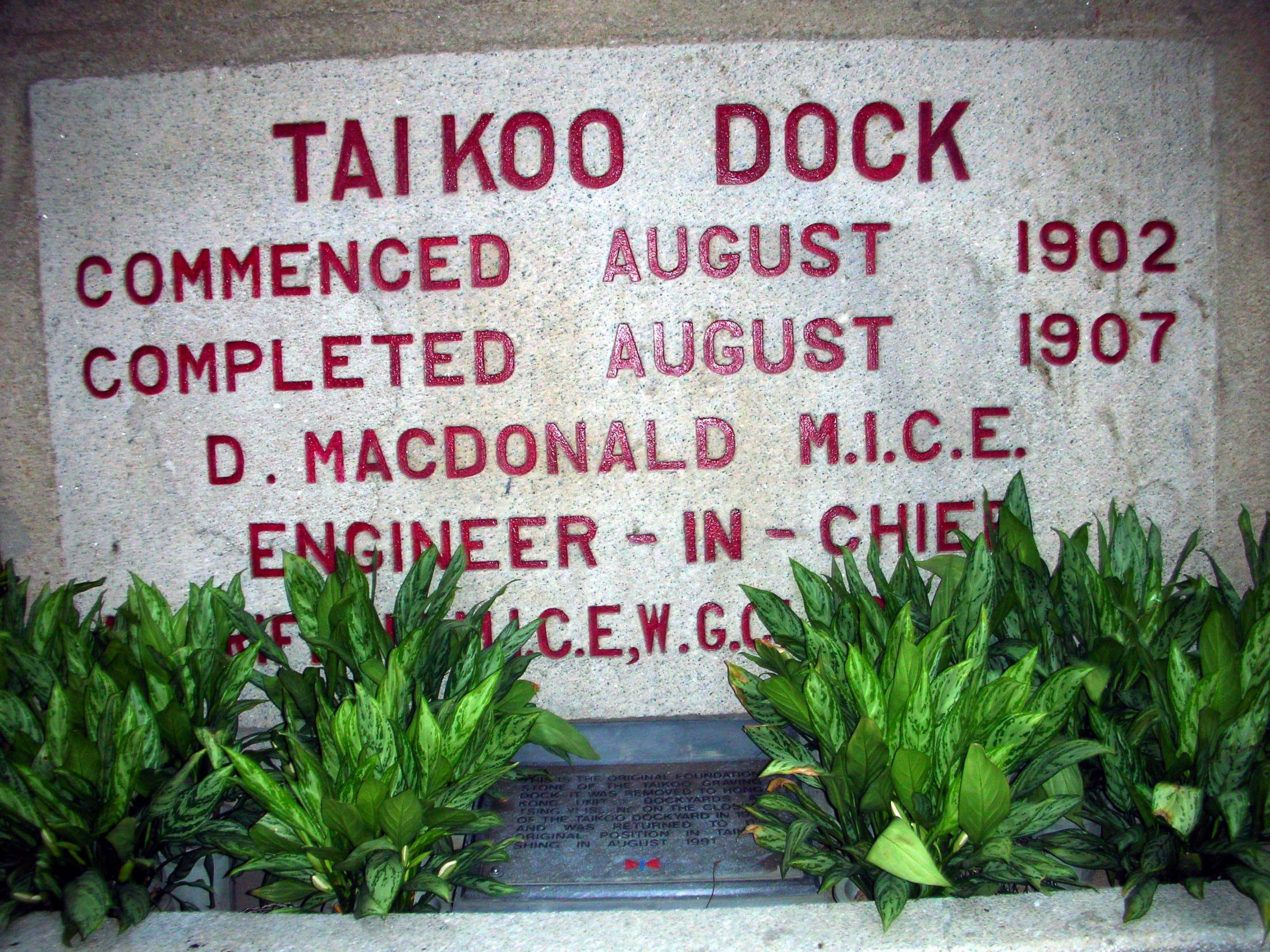
太古城内にある太古船塢落成時の碑石
太古城の各建築位置図
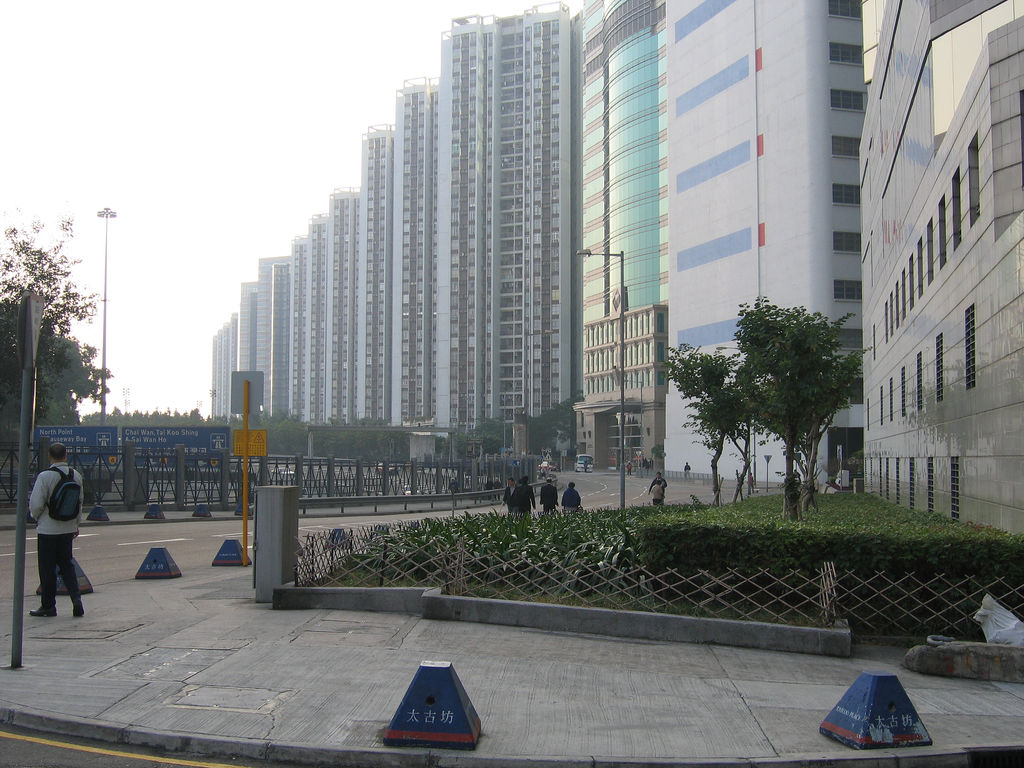
遠景